# Samana (Panjab)
Samana és una ciutat i municipi del Panjab al districte de Patiala a 30° 10′ N, 76° 11′ E / 30.16°N,76.19°E a menys de 30 km al sud-oest de Patiala. Consta al cens del 2001 amb una població de 46.509 habitants. La tradició la fa fundada pels samànides. Es va rendir a Muizz al-Din Muhammad de Ghor junt a Sarsuti, Kuhrani, i Hansi el 1192, després de la derrota de Prithwi Raj i fou donada en feu personal a Aybak Kutb al-Din, després sultà. Fou saquejada pel cap sikh Banda Singh Bahadur Bairagi el 1708. Recentment s'hi ha descobert una tomba que correspondria a un tercer germà del novè imam xiïta Ali (del que només es coneixia un germà, Musa).